# Avondale Estates
Avondale Estates es un pueblo ubicado en el condado de DeKalb en el estado estadounidense de Georgia. En el censo de 2000, su población era de 2.609.

## Demografía
En el 2000 la renta per cápita promedia del hogar era de $70,625, y el ingreso promedio para una familia era de $92,341. El ingreso per cápita para la localidad era de $42,605. Los hombres tenían un ingreso per cápita de $60,388 contra $45,500 para las mujeres.

## Geografía
Avondale Estates se encuentra ubicado en las coordenadas 33°46′15″N 84°15′54″O / 33.77083, -84.26500 (33.770905, -84.264894)
Según la Oficina del Censo, la localidad tiene un área total de 2,9 km² (1,1 mi²), de la cual 2,9 km² (1,1 mi²) es tierra y 0 km² (0 mi²) (0.0%) es agua.